# Christian Kuhnke
Christian Kuhnke, född 14 april 1939 i Berlin är en tysk vänsterhänt tidigare tennisspelare.
Som tennisspelare är Christian Kuhnke mest känd som Davis Cup-spelare för det västtyska laget oftast i par med Wilhelm Bungert. Övriga lagkamrater var Inge Buding (hela perioden), Wolfgang Stuck (i början av 1960-talet) och Harald Elschenbroich (i slutet av 1960-talet). Under åren 1960–65 och 1969–72 spelade Christian Kuhnke 74 matcher för det västtyska laget av vilka han vann 53. 
År 1964 nådde det tyska DC-laget (Kuhnke och Bungert) Europasemifinal mot ett lag från Sverige med Ulf Schmidt och Jan-Erik Lundqvist. Svenskarna vann med 3–2 i matcher. Kuhnke förlorade först mot Schmidt efter att i de inledande ett och ett halvt set ha spelat ut svensken (6–3 4–6 1–6 4–6) och därefter mot Lundqvist i den avgörande femte matchen (4–6 4–6 3–6). Däremot vann tyskarna dubbelmatchen med 2–6 6–3 6–1 2–6 6–2. 
Efter ett uppehåll på drygt tre år återkom Kuhnke 1969–72 i det tyska DC-laget. Perioden blev lyckosam och Kuhnke vann 28 av 38 spelade matcher. Särskilt framgångsrik blev säsongen 1970 då laget med Kuhnke och Bungert nådde ända till världsfinalen, Challenge Round, mot ett amerikanskt lag med singelspelarna Arthur Ashe och Cliff Richey. Amerikanerna segrade med 5-0 i matcher. Kuhnkes singelmatch mot Ashe spelades i rekordantalet 86 game innan Ashe slutligen lyckades vinna (6–8, 10–12, 9–7, 13–11, 6–4).  
Christian Kuhnke är advokat till yrket. Under perioden 1966–69 gjorde han uppehåll från tävlingstennis för att slutföra sina juridiska studier.